# Pymatuning Central, Pennsylvania
Pymatuning Central, Pennsylvania (енгл. Pymatuning Central) насељено је место без административног статуса у америчкој савезној држави Пенсилванија.

## Демографија
По попису из 2010. године број становника је 2.269, што је 53 (2,4%) становника више него 2000. године.
| Група             | 2000.         | 2010.         |
| Белци             | 2.182 (98,5%) | 2.236 (98,5%) |
| Афроамериканци    | 5 (0,2%)      | 4 (0,2%)      |
| Азијати           | 2 (0,1%)      | 3 (0,1%)      |
| Хиспаноамериканци | 9 (0,4%)      | 7 (0,3%)      |
| Укупно            | 2.216         | 2.269         |